# Greenock
Greenock (Grianaig auf Gälisch) ist eine Stadt im westlichen Schottland, Distrikt Inverclyde. Historisch gehörte sie zur traditionellen schottischen Grafschaft Renfrewshire. Sie hat 44.248 Einwohner. Die Stadt liegt südlich der Mündung des Flusses Clyde in den Meeresarm Firth of Clyde, etwa 40 Kilometer westlich von Glasgow.

## Geschichte
Die Herkunft des Stadtnamens ist unsicher. Hauptmeinung ist, dass die Stadt nach dem gälischen Wort für Sonne, grian, entweder als grian-aig (sonnige Bucht) oder grian-cnoc (sonniger Hügel) benannt ist.
1589 wurde der Kirchenkreis von Greenock wiederhergestellt. Greenock wurde als Fischerdorf vor 1592 gegründet, als es sich von der Gemeinde Inverkip abspaltete. 1635 erhielt Greenock die Stadtrechte. Nach 1707 wurde Greenock zum Haupthafen an der Westküste Schottlands, insbesondere für den Verkehr mit Amerika und den Import von Zucker aus der Karibik.
Am 21. November 1835 kamen beim Bruch des Dammes des Whinhill-Stausees in Greenock mehr als 30 Menschen ums Leben.
Am 6. und 7. Mai 1941 wurden bei zwei nächtlichen Angriffen auf die Werften einige Häuser durch deutsche Fliegerbomben beschädigt.

## Wirtschaft

### Schiffbau

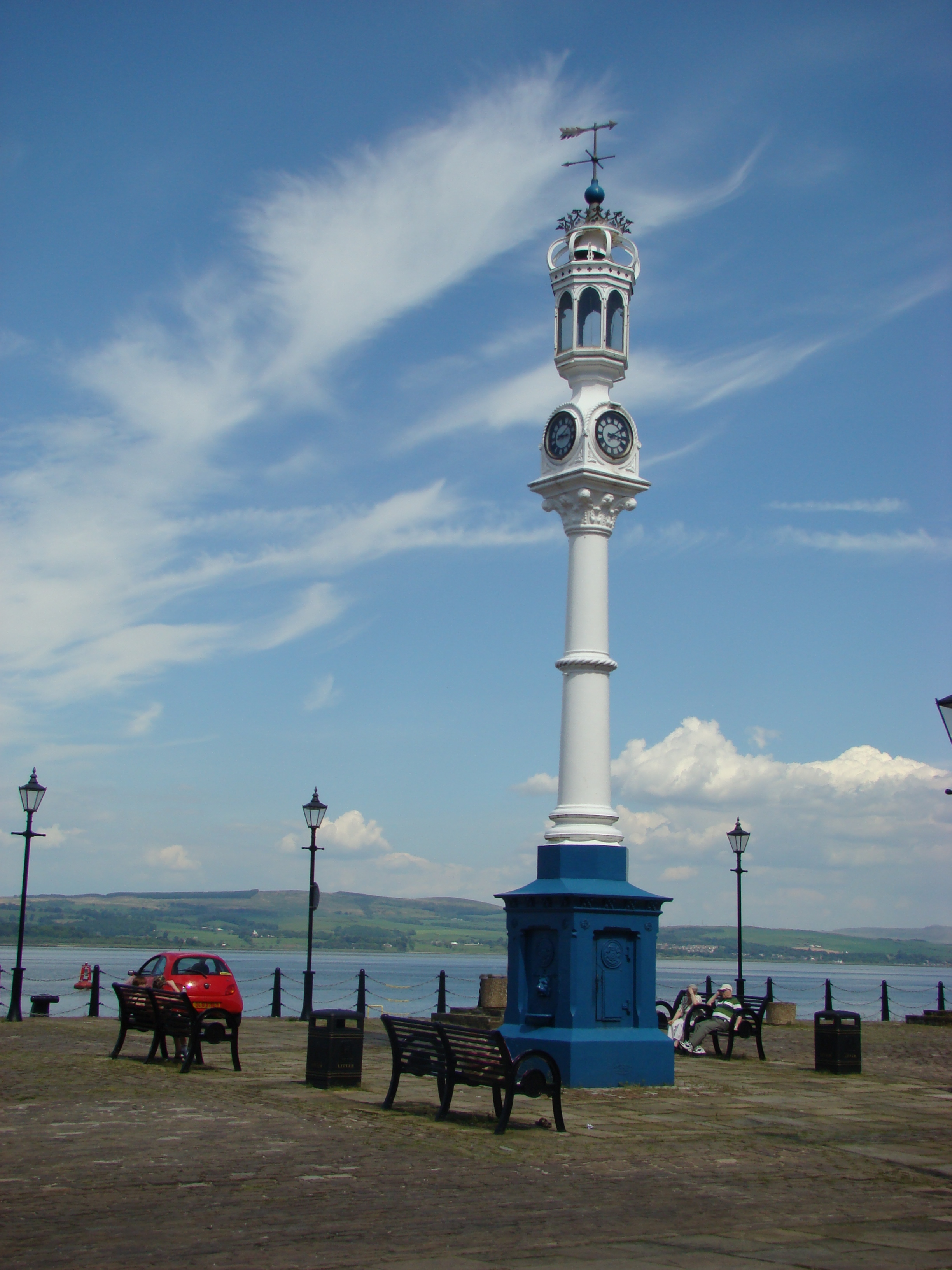
Uhrensäule am Hafen von Greenock

Traditionell war Greenock seit dem Anfang des 17. Jahrhunderts wichtiger Ort des Schiffbaus (Scotts Shipbuilding & Engineering Co., Lithgows – ab 1967 Scott Lithgow, Caird & Co., Greenock Shipyard Co., Cartsburn and Cartsdyke sowie Klondyke). Es wurden vor allem Schiffe für die Royal Navy gebaut.

### Zucker
John Walker gründete eine der ersten Zucker-Raffinerien in Greenock um 1850, gefolgt von Abram Lyle im Jahr 1865. Als Tate and Lyle die Greenocker Raffinerie 1997 schloss, endete die 150-jährige Tradition Greenocks als Hauptort der Zuckerindustrie.

### Elektronikindustrie
IBM gründete die erste Niederlassung 1951. Die Produktion der Laptops (Thinkpad) und Desktop-Computer wurde an Lenovo verkauft. Heute ist IBM Greenock ein Dienstleistungs-Anbieter.
Seit 1970 produziert National Semiconductor in Greenock Silizium-Wafer.

### Whiskybrennereien
Historisch waren drei Whiskybrennereien in Greenock aktiv, welche allesamt den Namen der Stadt trugen. Einzig die von 1795 bis 1915 bestehende Brennerei besaß überregionale Bedeutung. Die anderen Brennereien bestanden nur im Jahr 1825 beziehungsweise von 1825 bis 1828.

## Persönlichkeiten

### Söhne und Töchter der Stadt

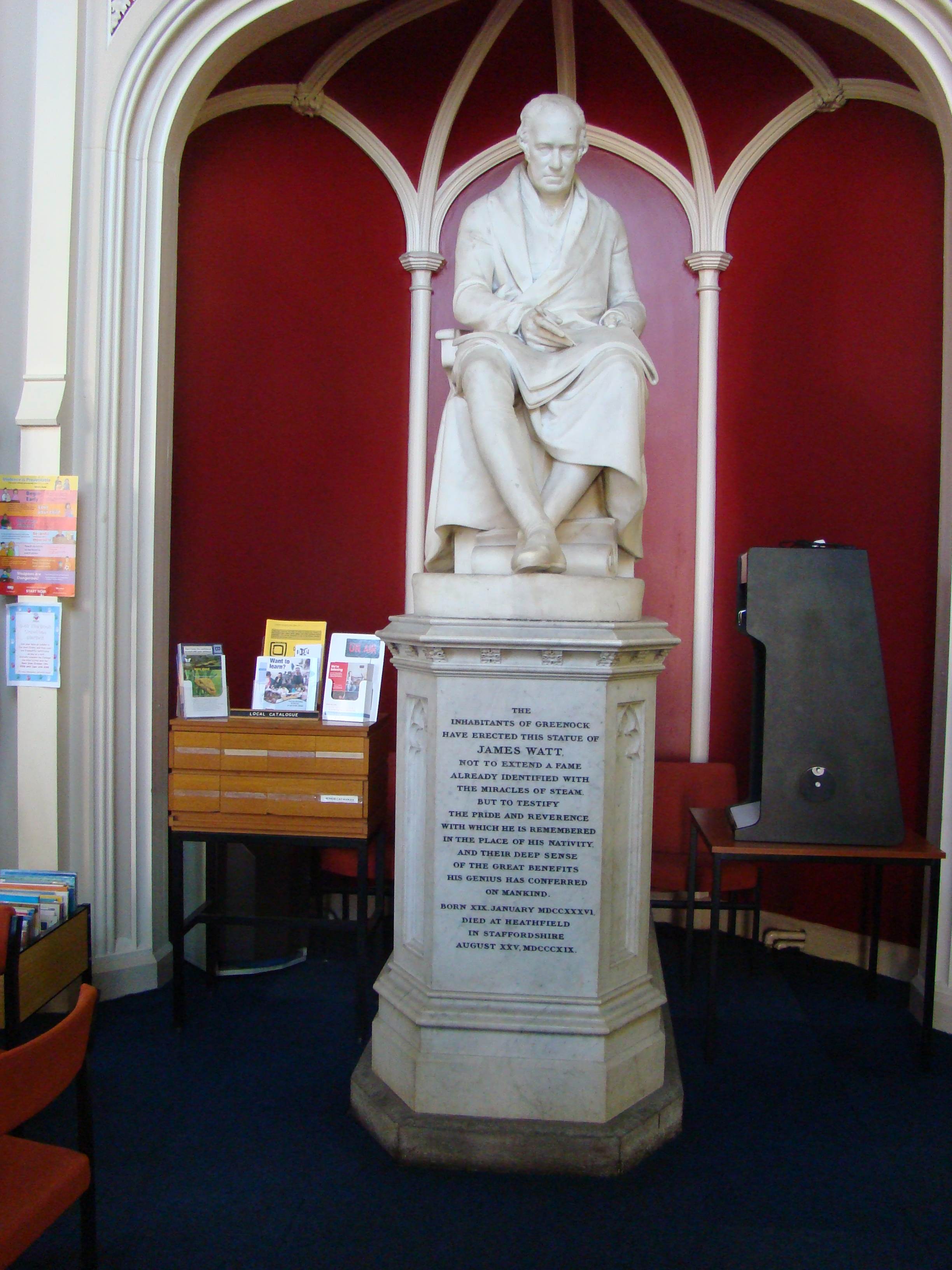
Denkmal von James Watt im McLean Museum

- Der Pirat William Kidd (1645–1701) wurde in Greenock geboren.
- Der Ingenieur James Watt (1736–1819) wurde am 19. Januarjul. / 30. Januar 1736greg. hier geboren. Seine einflussreichste Erfindung war die Steigerung des Wirkungsgrades der Dampfmaschine.
- John Milne Donald (1812–1880), Maler
- Andrew Noble, 1. Baronet (1831–1915), Artillerie- und Ballistik-Experte
- William Brymner (1855–1925), schottisch-kanadischer Figuren-, Landschaftsmaler und Kunstpädagoge
- Der deutsche Schriftsteller John Henry Mackay (1864–1933) wurde in Greenock geboren, wuchs jedoch in Deutschland auf.
- Hamish MacCunn (1868–1916), Komponist
- Jimmy Oswald (1868–1948), Fußballspieler
- John Mackenzie (1876–1949), Regattasegler
- George Blake (1893–1961), Schriftsteller (The Shipbuilders, 1935)
- Denis Devlin (1908–1959), Dichter
- Leslie Thorne (1916–1993), Automobilrennfahrer
- David McDonald Devine (1920–1980), Schriftsteller
- John Williams (1925–2016), Fußballspieler
- Richard Wilson (* 1936), Schauspieler
- Duncan Lamont (1931–2019), Jazzmusiker
- Jimmy Frizzell (1937–2016), Fußballspieler und -trainer
- Joe Harper (* 1948), Fußballspieler
- John McGeoch (1955–2004), Musiker
- Brian McGee (* 1965), römisch-katholischer Geistlicher, Bischof von Argyll and the Isles
- David Cairns (1966–2011), Politiker
- Neil Docherty McCann (* 1974), Fußballspieler
- Martin Compston (* 1984), Schauspieler
- Luke McCowan (* 1997), Fußballspieler
- Greg Taylor (* 1997), Fußballspieler

### Berühmte Einwohner
- Der Schriftsteller John Galt (1779–1839) zog 1789 nach Greenock, wo er zuerst bis 1804 und dann ab 1833 lebte.

## Einkaufen
Greenock besitzt außer vielen kleinen Läden Charity-Shops, Elektro- und Wohnbedarfsläden, drei große Supermärkte, einen Heimwerkerbedarf und eine große Einkaufspassage, die Oak Mall.

## Sport und Freizeit
Greenock besitzt zwei sehr schön gelegene Golfplätze mit Aussicht über Greenock und den Clyde: den Greenock Whinhill Golf Club und den Greenock Golf Club. Der Greenock Golf Club ist auf dem Lyle Hill gelegen und hat einen 18-Loch-Kurs und einen 9-Loch-Kurs.
Mit dem Waterfront Leisure Centre besitzt Greenock ein großes Sportzentrum am Ufer des Clyde mit Schwimmbad, Eislaufbahn, Fitness-Studio, Gesundheitscenter, Tanzstudio, Bar und Café. Außerdem gibt es mehrere Sportzentren für Hallenfußball, Badminton, Basketball, Squash, Volleyball, Tennis und Fitness. Der Battery Park ist ein großer Park für Fußball, Rugby und andere Außenaktivitäten. In Gourock gibt es ein beheiztes Freibad mit Salzwasser.
Greenock besitzt mit dem Waterfront ein kleines Kino, in welchem in mehreren Sälen bis zu sieben verschiedene aktuelle Filme gezeigt werden.

## Nachtleben
Greenock ist reich an Bars und Clubs.

## Religion
Greenock weist eine Vielzahl von Kirchen auf:
- Ardgowan Evangelical Church, Ardgowan Square

Church of Scotland:
- Wellpark Mid Kirk
- Mount Kirk
- St. George North
- Westburn Church
- Ardgowan Parish Church, Union Street
- Old West Kirk
- Finnart St Paul’s Church

Katholische Kirchen:
- St. Mary’s
- St Patrick’s Church

Freie Kirchen:
- St. George
- Orangefield Baptist Church, Orangefield Place
- Free Church of Scotland, Jamaica Street

Pfingstkirchen:
- Elim Pentecostal Church, Kelly Street

## Sehenswürdigkeiten

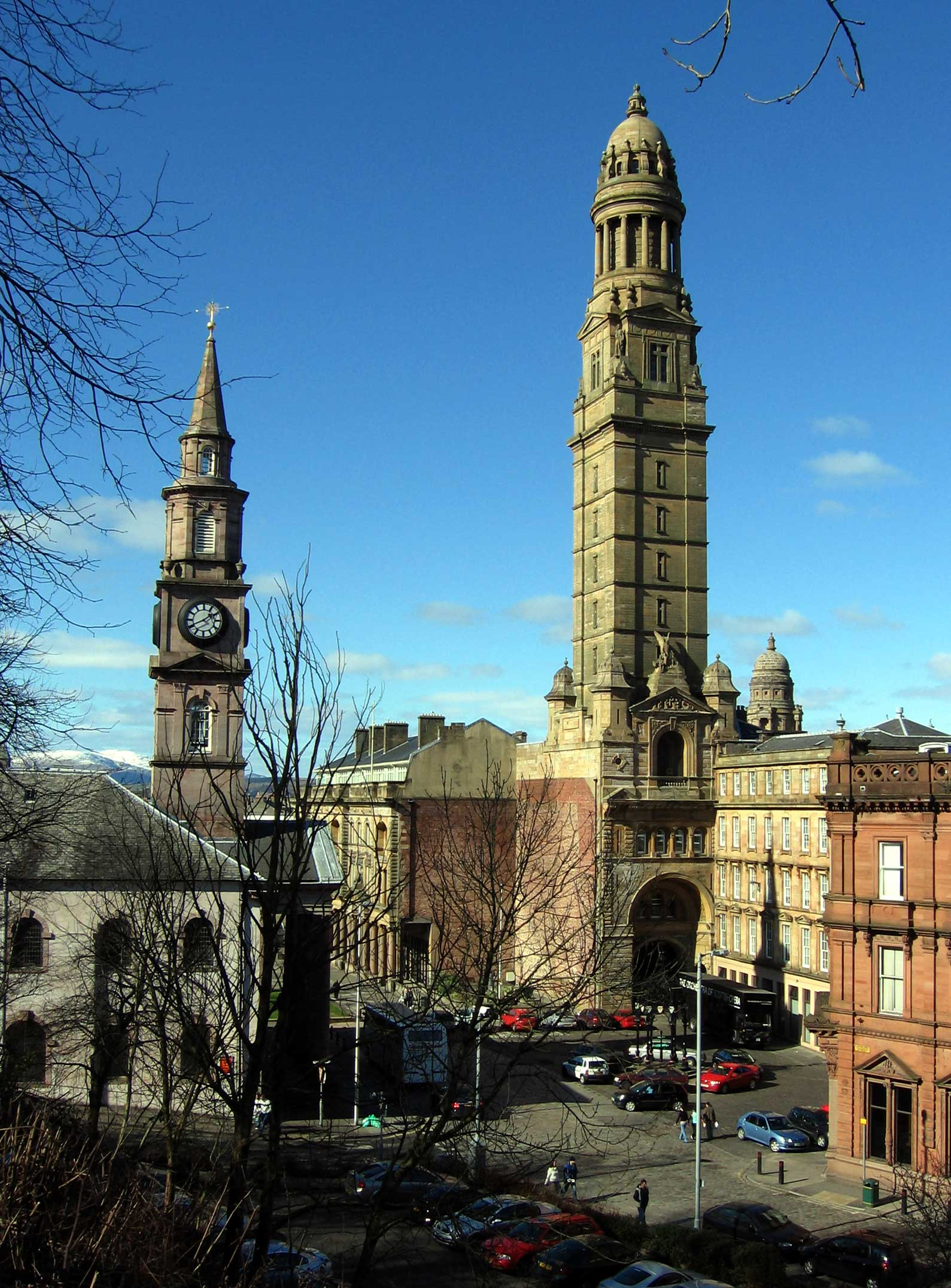
Rathaus mit dem „Victoria-Turm“ von 1886

Das Rathaus besitzt einen großen Festsaal für Konzerte und Versammlungen. Vereine können hier auch ihr Ceilidh feiern. Der Rathaus-Turm ist 75 m hoch.
Auf dem Platz vor dem Rathaus befindet sich eine Statuengruppe, die an die Schiffsarbeiter erinnert, die Greenock reich gemacht haben. Außerdem befindet sich weiter rechts vom Rathaus (fast vor der Hauptkirche von Greenock) ein schöner viktorianischer Brunnen.
Die James-Watt-Statue befindet sich relativ versteckt auf dem Weg zwischen Rathaus und Waterfront Centre.
Greenock hat eine schöne Promenade, genannt Esplanade, von der man einen schönen Blick auf die Landschaft nördlich des Clyde hat.
Auf dem Lyle Hill befindet sich ein Anker zum Andenken an die französische Navy, die im Zweiten Weltkrieg am Clyde stationiert war.
Von dort hat man einen guten Blick über den Clyde.
Greenock besitzt das Arts Guild Theatre, in welchem nicht nur viele Gastaufführungen, sondern auch Tanz-Kurse für Kinder und andere Gruppen und Veranstaltungen stattfinden.

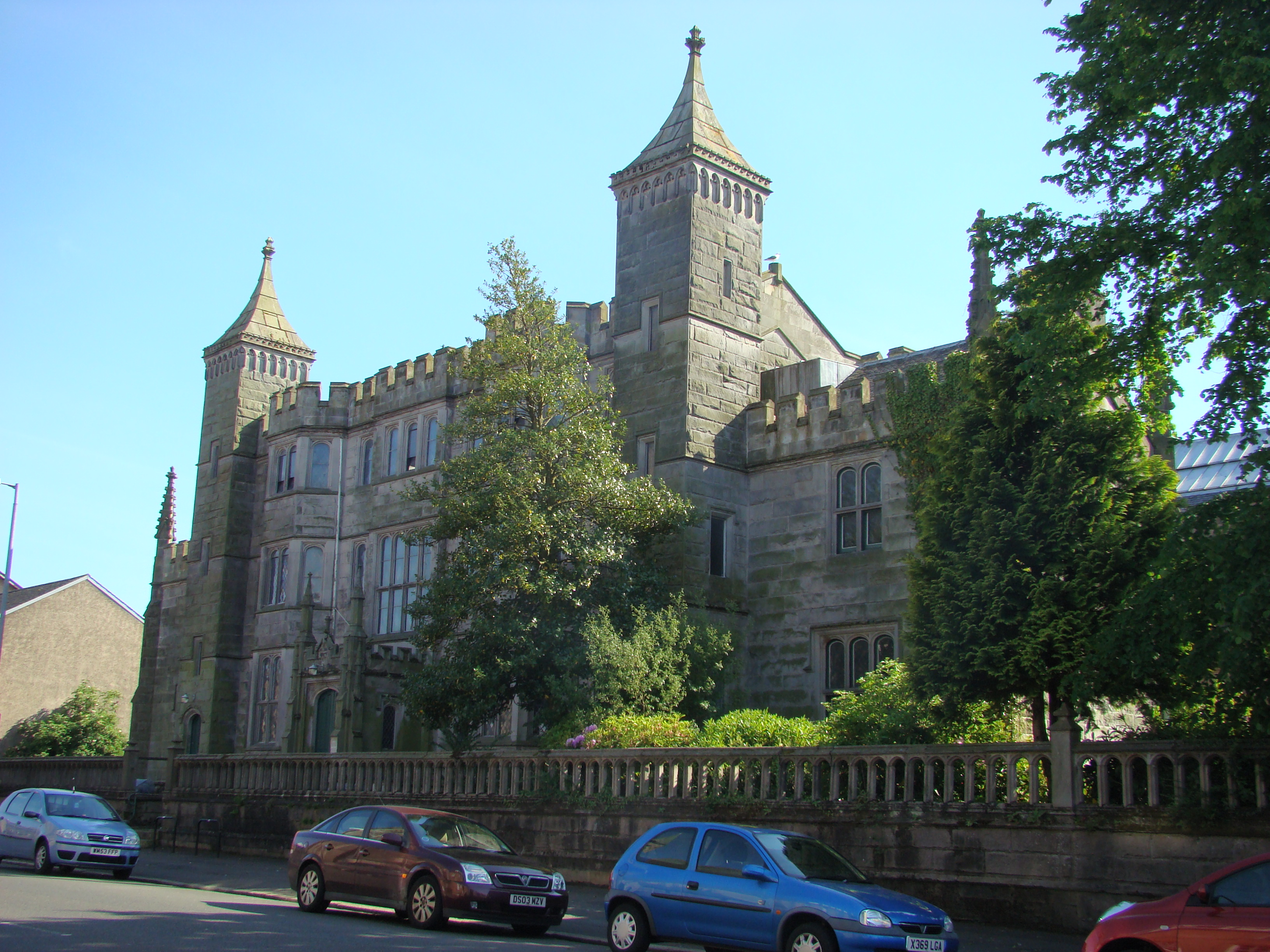
McLean Museum und Art Gallery

Nicht weit von dem George Square befindet sich das McLean Museum und Art Gallery. Ein Raum des Museums ist dem Ingenieur James Watt gewidmet. Im Vorraum des Gebäudes befindet sich seine Statue.
Außerdem hat Greenock mehrere Büchereien. In der zentralen Bücherei gegenüber dem Rathaus kann man auch PCs zur Internet-Recherche benutzen.

## Partnerschaften
- Duisburg (Deutschland)
- Veulettes-sur-Mer (Frankreich)